# Station Strzelin
Station Strzelin is een spoorwegstation in de Poolse plaats Strzelin.